# Allgemeines Deutsches Handelsgesetzbuch
Lire en ligne

https://de.wikisource.org/wiki/Allgemeines_Deutsches_Handelsgesetzbuch._Inhalt

Handelsgesetzbuch
L'Allgemeines Deutsches Handelsgesetzbuch (souvent réduit à l'acronyme ADHGB, et que l'on pourrait traduire par Code de commerce général allemand) était le premier code de commerce entièrement codifié et largement applicable en Allemagne et l'ancêtre du Code de commerce allemand (de) actuel. Le terme "Allgemein" (général) signifie que le code constituait la loi semblable pour l'ensemble des États de la Confédération Germanique. 

## Histoire

### Inspirations et codes précédents
Jusqu'à l'entrée en vigueur de l'ADHGB, le droit commercial allemand, alors réparti dans différents codes, démontrait la grande fragmentation politique de l'espace allemand.

#### l'ALR prussien
Depuis 1794, la Prusse était régie par l'Allgemeines Landrecht (raccourci en ALR). Le 8e titre contenait la réglementation sur "l'Ordre des bourgeois". En plus des règlements sur les ouvriers (§§179 à 400), les artistes et les industriels (§§401 à 423), il mentionnait les règles s'appliquant aux marchands (§§475 à 712) dont, entre autres, la définition du statut de commerçant, les comptoirs, les domestiques, les négaciations, etc.

#### Code de commerce
Sur le territoire de la rive gauche du Rhin et du grand-duché de Bade (en annexe du Badischen Landrecht) s'applique dès 1807 le Code de commerce napoléonien, qui est centré sur l'activité commerciale, et non plus sur le statut du commerçant. 

#### Règles particulières et droits communs
Hors des législatures précédemment citées, des règlements particuliers ou du droit commun (comme l'Usus modernus) pouvaient s'appliquer dans les multiples États du Saint-Empire.

### Projet de 1849
Les travaux préparatoires de l'ADHGB remontent environ aux années 1848 et 1849. La Constitution de Francfort prévoyait ainsi dans son article 64 la création d'un code de droit commercial (une commission avait déjà commencé le travail dès le 2 décembre 1848). Dès mars 1849, un "projet de code de commerce général pour l'Allemagne" est proposé. Après le refus de Frédéric-Guillaume IV de ceindre la couronne impériale qui lui est offerte, le projet est abandonné et la commission dissoute.

### L'ADHGB

#### La Commission du code de commerce de Nuremberg
Sur une proposition de la Bavière (peut-être stimulée par Maximilien II en personne), le Bundesversammlung de la Confédération germanique décide le 21 février 1856 de nommer une commission pour rédiger un code de commerce. Otto von Bismarck, alors envoyé prussien, n'oppose pas son vote à la proposition bavaroise, comme le désirait le premier ministre prussien Manteuffel. C'est aussi sur sa suggestion que la ville de réunion sera déplacée de Francfort, alors siège du Bundesversammlung, vers Nuremberg (où les premières lois commerciales avaient été adoptées au 16e siècle). C'est commission entrera dans l'histoire comme la Commission du code de commerce de Nuremberg. 
La commission (qui comprend de nombreux commerçants) siège à partir de janvier 1857 sous la direction de Friedrich von Ringelmann, ministre bavarois de la Justice.  Les juristes et marchands se prononcent contre le Code de commerce de 1807, considéré comme obsolète car antérieur à la révolution industrielle. Un projet prussien sert de base de travail pour la création.

#### Décision sur l'ADHGB
Le 31 mai 1861, le "projet de Nuremberg" est adopté par le Bundesversammlung comme un Code de commerce général allemand (en allemand, Allgemeines Deutsches Handelsgesetzbuch, ADHGB) devant être introduit dans la législation des États de la Confédération germanique, et devenant ainsi une loi semblable dans l'ensemble de la confédération. Certains États, comme Hambourg (alors ville libre), déclarent même que l'ADHGB est applicable à toutes les transactions juridiques, même sans participation commerciale.

### Modifications après 1866
Après la dissolution de la Confédération en 1866, l'ADHGB continue d'être appliqué dans les divers États.

#### Allemagne

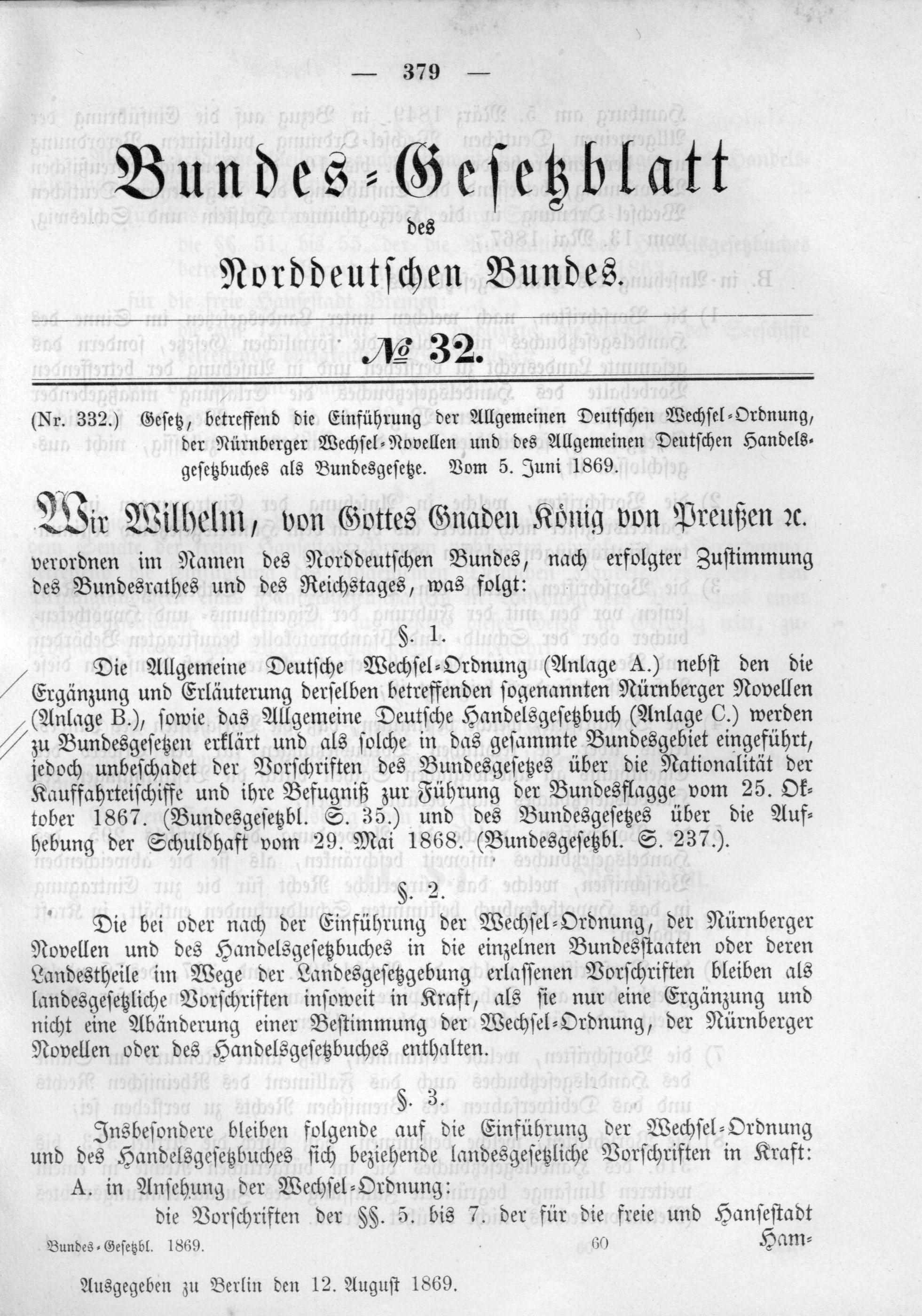
Proclamation de l'ADHGB dans le journal officiel de la Confédération de l'Allemagne du Nord (5 juin 1869)

L'ADHGB devient une loi fédérale de la Confédération de l'Allemagne du Nord le 5 juin 1869, puis une loi d'empire de l'Empire allemand le 16 avril 1871. La plus haute juridiction pour l'interprétation de l'ADHGB est de 1869 à 1879 le Reichsoberhandelsgericht (ROHG, nommé jusqu'en 1871 le Bundesoberhandelsgericht), qui sera mêlé ensuite au Tribunal du Reich. L'ADHGB est ensuite remplacé par le Code de commerce (HGB) adopté en mai 1897, et entré en vigueur le 1er janvier 1900, en même temps que le BGB.

#### Autriche
En 1863, l'ADHGB est introduit comme "Code général du commerce" dans l'empire d'Autriche. Après la transformation en république, il reste valable jusqu'à l'Anschluss, puis sera progressivement remplacé par l'HGB.

#### Liechtenstein
Par une loi du 16 septembre 1865, l'ADHGB est adopté dans la principauté du Liechtenstein où il est toujours en vigueur. Cependant, une grande partie a été remplacée par le Code des personnes et des sociétés (en allemand Personen- und Gesellschaftsrecht, PGR). L'ADHGB conserve une importance pratique dans certains domaines.

## Réception
En l'absence d'un "code civil général allemand", l'ADHGB contient diverses règles à caractère général, tel les articles sur la représentation (52-56), la conclusion de contrats (317-323) ou les contrats de vente (337-359), qui serviront de bases pour le futur BGB.

## Évaluation et critique
Selon Levin Goldschmidt, l'ADHGB était «le plus complet et le meilleur des codes commerciaux européens existants».

## Liens web
- Code général de commerce allemand (ADHGB) Liechtenstein